# Janine Darcey
Pour les articles homonymes, voir Darcey et Casaubon.
Janine Darcey, nom de scène de Janine Renée Casaubon, est une actrice française, née le 14 janvier 1917 à Asnières-sur-Seine (Hauts-de-Seine) et morte le 1er octobre 1993 à Fontenay-les-Briis (Essonne).

## Biographie
Janine Darcey est la fille d'Eugène Casaubon, industriel, et de Marie Bouchon.
Elle est scolarisée en région parisienne où sont installés ses parents, puis part en Angleterre pour poursuivre ses études. Après son retour, elle prend des cours de théâtre et obtient des petits rôles de figuration dans quelques films.
Marc Allégret la remarque et lui offre en 1938 un rôle de jeune première, élève du conservatoire, et héroïne dans le film Entrée des artistes où elle donne la réplique à Louis Jouvet, elle obtient pour ce rôle le prix Suzanne-Bianchetti qui récompense la révélation la plus prometteuse de l'année. Le 1er juillet 1937, Janine se marie avec Pierre Torre, ils divorcent en 1941.
En 1943, elle tourne Le Carrefour des enfants perdus de Léo Joannon, et tombe amoureuse de l'acteur principal, Serge Reggiani, ils se marient le 5 juin 1945 et auront deux enfants :
- Stéphan, né en 1945, qui se lancera dans une carrière de chanteur, auteur, compositeur, jusqu'à son suicide en 1980 ;
- Carine, née en 1951 et décédée en 2017, elle aussi chanteuse, qui fera partie de la troupe de Big Bazar de Michel Fugain.

En 1945, elle est pressentie par André Zwobada pour jouer dans François Villon aux côtés de son mari Serge Reggiani, mais enceinte, elle cède sa place à Micheline Francey.
Elle divorce de Serge Reggiani en 1955. Le 16 mars 1957, elle se remarie avec Michel Jacovleff, « écrivain » mais surtout aventurier.
Dans les années 1970, elle s'installe dans un petit village de montagne, à Gréolières (Alpes-Maritimes). Meurtrie par le suicide de son fils Stéphan, elle reprend cependant quelques tournages dans les années 1980, mais avec l'âge et l'éloignement du milieu professionnel, les rôles se font de plus en plus rares.
Elle meurt en octobre 1993 à Fontenay-lès-Briis.

## Filmographie

### Cinéma
- 1936 : La Tendre Ennemie de Max Ophüls
- 1936 : Le Mioche de Léonide Moguy
- 1936 : L'Assaut de Pierre-Jean Ducis
- 1936 : Voilà Paris court métrage de Claude Bayser
- 1937 : La Loupiote de Jean Kemm et Jean-Louis Bouquet
- 1937 : Trois Artilleurs au pensionnat de René Pujol
- 1937 : Franco de port de Dimitri Kirsanoff
- 1937 : Yoshiwara de Max Ophüls
- 1937 : Double crime sur la ligne Maginot de Félix Gandera
- 1937 : Sœurs d'armes de Léon Poirier
- 1938 : Orage de Marc Allégret
- 1938 : Trois Artilleurs en vadrouille de René Pujol
- 1938 : Le Petit Chose de Maurice Cloche
- 1938 : La Plus Belle Fille du monde de Dimitri Kirsanoff
- 1938 : Entrée des artistes de Marc Allégret
- 1938 : Le Drame de Shanghaï de Georg Wilhelm Pabst
- 1938 : Je chante de Christian Stengel
- 1938 : Remontons les Champs-Élysées de Sacha Guitry
- 1939 : Cavalcade d'amour de Raymond Bernard
- 1939 : Entente cordiale de Marcel L'Herbier
- 1939 : French Without Tears d'Anthony Asquith
- 1940 : Old Bill and Son d'Ian Dalrymple
- 1940 : La Nuit merveilleuse de Jean-Paul Paulin
- 1940 : Tobie est un ange d'Yves Allégret
- 1941 : Sixième étage de Maurice Cloche
- 1941 : Parade en sept nuits de Marc Allégret
- 1941 : Les Hommes sans peur d'Yvan Noé
- 1941 : Six petites filles en blanc d'Yvan Noé
- 1941 : Les Petits Riens de Raymond Leboursier
- 1941 : La Belle Vie court métrage de Robert Bibal
- 1942 : La Bonne Étoile de Jean Boyer
- 1942 : L'Auberge de l'abîme de Willy Rozier
- 1942 : Cap au large de Jean-Paul Paulin
- 1943 : Le Carrefour des enfants perdus de Léo Joannon
- 1943 : Un drame au cirque court métrage de Marc Allégret
- 1947 : Le Dessous des cartes d'André Cayatte
- 1949 : Le Mystère de la chambre jaune de Henri Aisner
- 1949 : Retour à la vie, segment Le Retour d'Antoine de Georges Lampin
- 1951 : Vedettes sans maquillage court métrage de Jacques Guillon.
- 1953 : Les Enfants de l'amour de Léonide Moguy
- 1953 : Les Compagnes de la nuit de Ralph Habib
- 1954 : Du rififi chez les hommes de Jules Dassin
- 1959 : Un témoin dans la ville d'Édouard Molinaro
- 1961 : La Ligne droite de Jacques Gaillard
- 1963 : Le Glaive et la Balance d'André Cayatte
- 1967 : Les Risques du métier, d'André Cayatte
- 1974 : Le Fantôme de la liberté de Luis Buñuel
- 1978 : La Carapate de Gérard Oury
- 1978 : L'Adolescente de Jeanne Moreau
- 1979 : Coup de tête de Jean-Jacques Annaud
- 1984 : Le Bon Plaisir de Francis Girod
- 1983 : American Dreamer de Rick Rosenthal
- 1988 : Le Complot d'Agnieszka Holland
- 1988 : Moitié-moitié de Paul Boujenah
- 1991 : Un homme et deux femmes de Valérie Stroh
- 1991 : Une époque formidable de Gérard Jugnot
- 1991 : La Montre, la Croix et la Manière de Ben Lewin
- 1993 : Priez pour nous de Jean-Pierre Vergne
- 1994 : Délit mineur de Francis Girod

### Télévision
- 1964 - Méliès, magicien de Montreuil-sous-Bois de Jean-Christophe Averty
- 1966 : La 99ème minute de François Gir
- 1968 - Six chevaux bleus de Philippe Joulia
- 1971 - Les Enquêtes du commissaire Maigret : Maigret à l'école de Claude Barma
- 1971 - Madame êtes-vous libre ? de Claude Heymann
- 1972 - François Gaillard : Cécile et Nicolas de Jacques Ertaud
- 1972 - Le Rendez-vous des Landes de Pierre Gautherin
- 1976 : Messieurs les jurés : L'Affaire Cleurie de Jacques Krier
- 1976 - Comme du bon pain de Philippe Joulia
- 1981 - Les Gaietés de la correctionnelle : La Part du feu de Joannick Desclers
- 1981 - La Poube de Gérard Gozlan
- 1981 - Les Amours des années folles  : La Messagère de François Gir
- 1981 - Les Amours des années folles  : Féerie bourgeoise d'Agnès Delarive
- 1981 - Le voyage du Hollandais de Charles Brabant
- 1981 - Les Amours des années grises : La Colombe du Luxembourg de Dominique Giuliani
- 1982 - Cinéma, cinémas : Où sont-elles donc? de Guy Gilles
- 1982 - L'Apprentissage de la ville de Caroline Huppert
- 1982 - Messieurs les jurés : L'Affaire Cleurie de Pierre Nivollet
- 1982 - Messieurs les jurés : L'Affaire Mérard d'André Michel
- 1984 : L'Amour en héritage (Mistral's Daughter) de Douglas Hickox / Kevin Connor, (feuilleton TV)
- 1986 - Demain l'amour d'Emmanuel Fonlladosa
- 1988 - Julien Fontanes, magistrat : La Bête noire de Michel Berny
- 1988 - Palace de Jean-Michel Ribes
- 1988 - Retraite dorée série Intrigues  d'Emmanuel Fonlladosa
- 1989 - Un comte des deux villes de Philippe Monnier

## Théâtre
- 1944 : Le Dîner de famille de Jean Bernard-Luc, mise en scène Jean Wall, Théâtre de la Michodière
- 1954 : Treize à table de Marc-Gilbert Sauvajon, mise en scène de l'auteur, Théâtre des Célestins
- 1954 : Mon ami Guillaume de Gabriel Arout et Jean Locher, mise en scène Pierre Dux, Théâtre Michel
- 1960 : John Smith 1er de Jaime Silas, mise en scène Michel de Ré, Théâtre de l'Œuvre